# Duncan Kibet
Duncan Kibet Kirong (Eldoret, 25 april 1978) is een voormalig Keniaanse langeafstandsloper. De halve marathon is het onderdeel van de atletiek waarop hij zich vooral heeft gemanifesteerd.

## Biografie

### Gezinsachtergrond
Vrijwel alle kinderen uit het gezin Kibet zijn langeafstandslopers. Met uitzondering van zijn jongste broer zijn Duncan Kibets andere twee broers (van wie de oudste, Luke Metto, het bekendst is) en zijn zuster alle drie actief op dit gebied. Vader is vrachtwagenchauffeur en moeder is huisvrouw. Duncan, die in 1997, zoals zovele anderen in Kenia, zijn school wegens financiële problemen had moeten opgeven, is getrouwd. Zijn vrouw draagt ook bij aan het inkomen van het gezin Kibet.

### Begin atletiekloopbaan
Doordat hij zijn been brak bij een auto-ongeluk in 1994, begon Duncan Kibet zelf relatief laat met hardlopen. In 2003 introduceerde Wilson Kiprotich hem bij de trainingsgroep van Dr. Rose in Eldoret, waar hij met Martin Lel en Robert Kipkoech Cheruiyot trainde. Hiervoor liep hij enkele wedstrijden in Frankrijk, maar sindsdien traint hij serieus lange afstanden. Toen de situatie in Kenia escaleerde na de presidentsverkiezingen, bracht hij enige tijd in Namibië door.

### Snelste halve marathon
Op 8 oktober 2006 liep Kibet op de Rock 'n' Roll Half Marathon de snelste halve marathontijd ooit op Amerikaanse bodem gelopen. Op het 10 kilometerpunt kwam hij door in 27.45. Hierna vertraagde hij iets en won uiteindelijk de wedstrijd in een persoonlijke recordtijd van 1:00.22. Hiermee streek hij 10.000 dollar aan prijzengeld op. Zijn landgenoot William Chebon werd tweede in 1:01.07. Na afloop gaf hij te kennen: "Ik ben blij met de tijd, die natuurlijk zeer snel was".

### Marathondebuut
In 2008 maakte Duncan Kibet zijn marathondebuut op de marathon van Wenen. Hij finishte in een tweede tijd van 2:08.33 achter zijn landgenoot Abel Kirui, die het parcoursrecord verbeterde naar 2:06.51. "Ik trainde altijd met Martin en Robert. In de langere trainingslopen eindigde ik meestal niet ver achter hun. Toen Martin naar Londen ging, kon ik nog twee weken langer door trainen." Martin Lel gaf hem het advies om niet voorop in de wedstrijd te lopen, maar de kopgroep te volgen. Later dat jaar won hij de marathon van Milaan in 2:07.53.

### Beste marathon
Zijn beste marathon liep Kibet op 5 april 2009 in de marathon van Rotterdam. De laatste paar kilometer liep hij samen met zijn landgenoot James Kwambai. Vlak voor de finish kwam Duncan Kibet, die op 1 km voor de finish geklopt leek, in een uiterste krachtsinspanning toch weer langszij en versloeg hij Kwambai met 2:04.27 (tevens parcoursrecord). Slechts Haile Gebrselassie was op de marathon ooit twee keer sneller: in 2007 in Berlijn, toen deze het wereldrecord van Paul Tergat uit 2003 bijstelde tot 2:04.26, waarna hij zich vervolgens een jaar later, opnieuw in Berlijn, verder verbeterde tot 2:03.59.
Vanaf 2014 heeft Kibet geen (internationale) wedstrijden meer gelopen.

## Persoonlijke records
| Onderdeel      | Prestatie | Datum           | Plaats    |
| -------------- | --------- | --------------- | --------- |
| 10 km          | 27.45     | 8 oktober 2006  | San Jose  |
| 15 km          | 42.04     | 21 maart 2010   | Lissabon  |
| 10 Eng. mijl   | 48.32     | 22 oktober 2006 | Tucson    |
| 20 km          | 56.55     | 21 maart 2010   | Lissabon  |
| halve marathon | 1:00.21   | 21 maart 2010   | Lissabon  |
| 25 km          | 1:14.07   | 5 april 2009    | Rotterdam |
| 30 km          | 1:28.52   | 5 april 2009    | Rotterdam |
| marathon       | 2:04.27   | 5 april 2009    | Rotterdam |

## Palmares

### 10.000 m
- 2003: 4e Athletics Kenya Fifth Weekend Meeting in Eldoret - 30.06,0

### 10 km
- 2001:  Argentan - 30.35
- 2001:  Suresnes Foulees - 29.12
- 2003:  Foulées Monterelaises in Montereau - 29.15
- 2003:  Creteil - 29.08
- 2004:  MDS Nordion in Ottawa - 28.59,8
- 2005:  Blois - 29.53
- 2005: 5e Tours - 28.30
- 2005:  Caen - 28.36
- 2006: 5e Giro Media Blenio in Dongio - 28.59,9
- 2007:  Abraham Rosa in Toa Baja - 28.51,7
- 2007:  TD Banknorth Beach to Beacon in Cape Elizabeth - 27.51,7
- 2008: 4e TD Banknorth Beach To Beacon in Cape Elizabeth - 28.21,0

### 15 km
- 2006:  Puy en Velay - 44.29

### 10 Eng. mijl
- 2006:  Get Moving Tucson - 48.32

### 20 km
- 2002:  Le Mans - 1:01.28

### halve marathon
- 2002:  halve marathon van Mamers - 1:07.53
- 2003: 5e halve marathon van Vannes - 1:06.16
- 2003:  halve marathon van Saint Priest - 1:04.54
- 2004:  halve marathon van Trith St Leger - 1:02.13
- 2004:  halve marathon van Chassieu - 1:01.50
- 2004:  halve marathon van Soissons - 1:03.12
- 2004:  halve marathon van Lille (Rijsel) - 1:01.01
- 2004: 4e halve marathon van Providence - 1:03.00
- 2004: 6e halve marathon van Philadelphia - 1:02.45
- 2004:  halve marathon van Boulogne-Billancourt - 1:01.51
- 2005: 4e halve marathon van Trith St Leger - 1:04.02
- 2005:  halve marathon van Lille - 1:01.13
- 2005:  halve marathon van New Delhi - 1:02.30
- 2005:  halve marathon van Boulogne-Billancourt - 1:00.53
- 2006:  halve marathon van Vitry sur Seine - 1:00.59
- 2006:  halve marathon van San Jose - 1:00.22
- 2006:  halve marathon van Chihuahua - 1:01.40
- 2007:  halve marathon van Coban - 1:04.02
- 2007:  halve marathon van Saltillo - 1:02.41
- 2007: 5e halve marathon van Lagos - 1:05.10
- 2009:  halve marathon van Ribarroja del Turia - 1:01.37
- 2009: 4e halve marathon van Nairobi - 1:02.02 (onbetrouwbare afstand)
- 2010: 4e halve marathon van Lissabon - 1:00.2

### marathon
- 2002: 8e marathon van Monaco - 2:28.37
- 2004: 5e marathon van La Rochelle - 2:19.52
- 2004:  marathon van Caen - 2:20.39
- 2008:  marathon van Wenen - 2:08.33
- 2008:  marathon van Milaan - 2:07.53
- 2009:  marathon van Rotterdam - 2:04.27
- 2014: 6e marathon van Lanzhou - 2:18.38